# کلاته انداده
کلاته انداده، روستایی است از توابع بخش مرکزی و در شهرستان جوین استان خراسان رضوی ایران.

## جمعیت
این روستا در دهستان مرکزی (جوین) قرار داشته و بر اساس سرشماری سال ۱۳۸۵ جمعیت آن ۷۰۶ نفر (131 خانوار)
بوده است.